# Ion ferreux

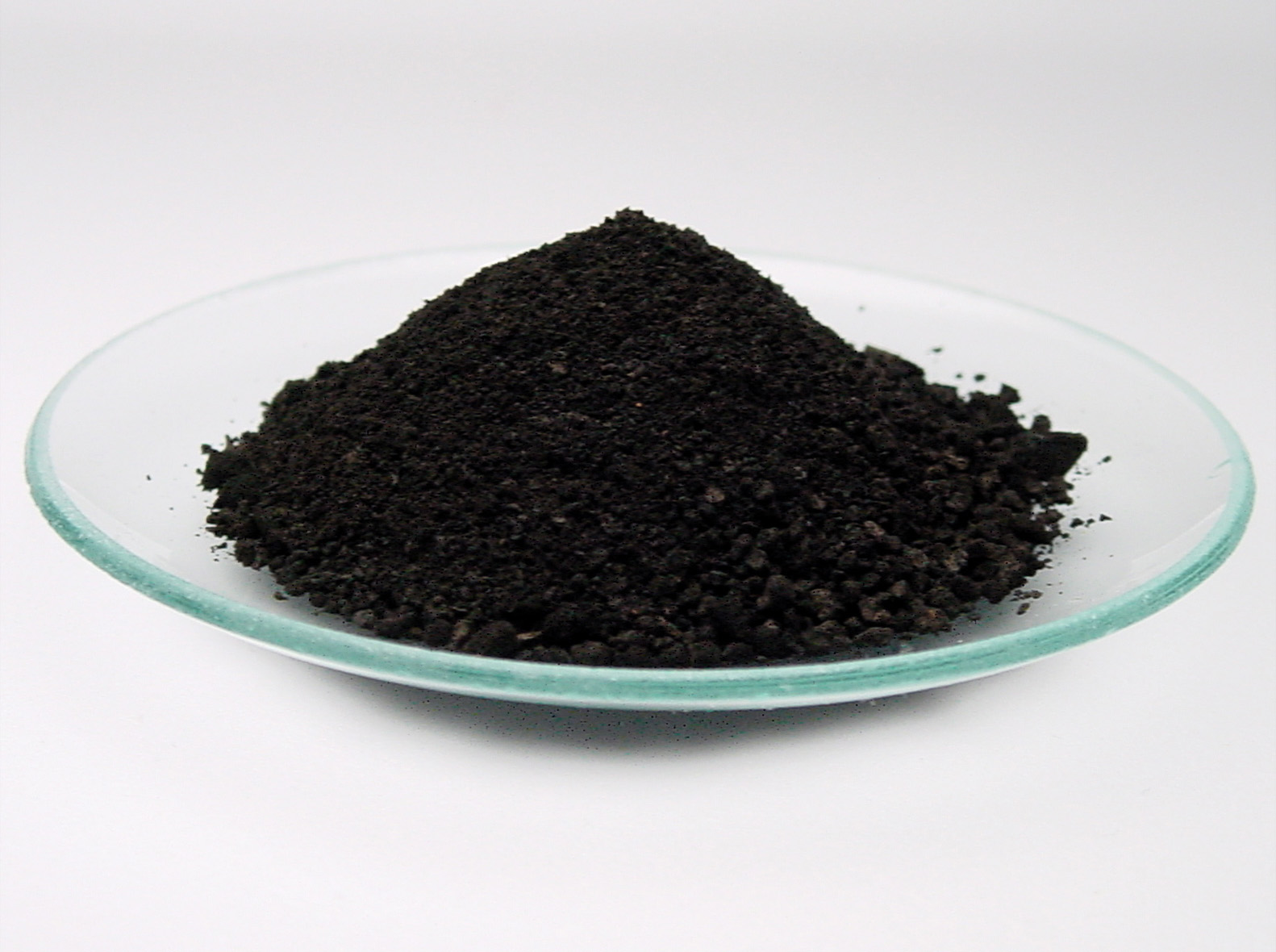
Un oxydé de fer, l'oxyde de fer(II).

Pour les articles homonymes, voir Ferreux.
En chimie, l'ion ferreux (Fe2+) est l'ion divalent du fer (état d'oxydation +II), par opposition à l'ion ferrique, ce qui indique un composé de fer trivalent (état d'oxydation +III). Cet usage est assez obsolète, la nomenclature UICPA ayant des noms contenant l'état d'oxydation noté avec des chiffres romains entre parenthèses à la place, tels l'oxyde de fer(II) pour l'oxyde de fer FeO et l'oxyde de fer(III) pour l'oxyde de fer Fe2O3.

Diagramme de Pourbaix d'une solution aqueuse de fer.

En dehors de la chimie, ferreux indique la présence de fer. Le mot est dérivé du mot latin ferrum (« fer »). Les métaux ferreux comprennent l'acier et la fonte (avec une teneur en carbone de quelques pourcents) et les alliages de fer avec d'autres métaux, tels que l'acier inoxydable). L'usage des relations d'atome à atome entre le fer, le carbone, et les divers éléments d'alliage établissent les propriétés spécifiques des métaux ferreux. Inversement, les métaux et alliages non ferreux ne contiennent pas une quantité significative de fer.